# Phyllanthus argyi
Phyllanthus argyi là một loài thực vật có hoa trong họ Diệp hạ châu. Loài này được H.L�v. miêu tả khoa học đầu tiên năm 1916.